# Zellerweiher
Der Zellerweiher ist ein Stillgewässer im Gebiet der baden-württembergischen Stadt Bad Saulgau im Landkreis Sigmaringen in Deutschland.

## Lage
Der 1,2 Hektar große Zellerweiher liegt etwa 3,3 Kilometer südwestlich der Bad Saulgauer Stadtmitte auf einer Höhe von 626,6 m ü. NHN, südlich der Verbindungsstraße von Sießen im Nordwesten nach Wilfertsweiler im Südosten.

## Hydrologie
Das Einzugsgebiet des Weihers erstreckt sich auf 197 Hektar. Die Größe der Wasseroberfläche beträgt 1,2 Hektar, bei einer durchschnittlichen Tiefe von 1,9 Meter und einer maximalen Tiefe von 3,4 Meter ergibt sich ein Volumen von rund 23.100 Kubikmeter.
Der Zulauf des Weihers erfolgt über ein Absetzbecken einer ehemaligen Fischzuchtanlage, der Abfluss über einen Wiesengraben in den Saulgauer Stadtbach, weiter in die Schwarzach, die Donau und letztendlich in das Schwarze Meer.
Der Weiher ist heute in Privatbesitz und an einen örtlichen Angelsportverein verpachtet.

## Ökologie
Von 2000 bis 2005 war und seit 2010 ist Bad Saulgau mit dem Zellerweiher am Aktionsprogramm zur Sanierung oberschwäbischer Seen beteiligt. Ein wichtiges Ziel dieses Programms ist, Nährstoffeinträge in Bäche, Seen und Weiher zu verringern und die Gewässer dadurch in ihrem Zustand zu verbessern und zu erhalten.
Das Einzugsgebiet des Weihers wird zu 27 Prozent für die Landwirtschaft – davon 40 Prozent Grün- und 23 Prozent Ackerland – genutzt, die restliche Fläche verteilt sich auf Wälder und einen Golfplatz.
| Jahr                                     | 2000 | 2003 | 2009 |
| Gesamt PO4-Phosphor (µg/l)               | 19   | 26   | 27   |
| Chlorophyll a (µg/l)                     | 10   | 12   | 12   |
| Chlorophyll a-Spitze (µg/l)              | 18   | 20   | 24   |
| anorganischer Gesamt-Stickstoff a (mg/l) | -    | 4,99 | 2,95 |
| Sichttiefe (m)                           | 1,7  | 1,5  | 1,5  |